# 原樹理
原 樹理（はら じゅり、1993年7月19日 - ）は、兵庫県加古川市出身のプロ野球選手（投手）。右投右打。東京ヤクルトスワローズ所属。

## 経歴

### プロ入り前
小学校1年生から軟式野球を始め、加古川市立野口南小学校、加古川市立中部中学校を経て東洋大学附属姫路高等学校に進学。
東洋大姫路高では2年次にエース投手となり、3年次に兵庫県大会決勝で加古川北高校と対戦し、15回2失点196球を投げ決着がつかず延長引き分け再試合となった。翌日の再試合でも先発をし、9回完封で抑え第93回全国高等学校野球選手権大会に出場を果たした。初戦となった2回戦の永江恭平擁する海星戦、3回戦の新湊戦で勝ち投手となったが、準々決勝の光星学院戦で9回2失点ながら敗戦投手となり、ベスト8で敗退した。甲子園通算3試合、25回11奪三振、防御率1.08。大会後は、第9回AAAアジア野球選手権大会の日本代表に選出された。
卒業後は系列校の東洋大学へ進学。東都大学リーグでは1年春から登板機会があり、亜大の九里亜蓮と互角の投げ合いを演じたこともあったが、チームは1年秋に2部へ降格。2年次に肘を故障し遊離軟骨の除去手術を受けたこともあり、2、3年次は登板の機会が少なく、3年春の時点で大学通算の勝ち星は3勝に留まっていた。しかし、4年次に野球部の主将となり、4年春のリーグ戦で登板10試合で8勝1敗(うち完封4度)、防御率0.69の好成績を残し、リーグの最優秀投手にも選ばれた。8月に行われた巨人二軍との練習試合では、8回まで無安打無失点投球を続けた。4年秋もリーグ戦12試合中10試合に登板して6勝、防御率1.44の成績を挙げ、東洋大の2部優勝に貢献した。2部のMVP、最優秀投手となり駒大との入替戦では初戦で今永昇太と投げ合うがスクイズによる1失点で完投するも敗れた。2戦目は救援登板して勝利投手となり、3戦目は先発で再度・今永と投げ合って完投勝利で1部昇格を決めた。1部リーグ通算11試合、1勝4敗、防御率10.38。
2015年10月22日に行われたドラフト会議で、阪神タイガースとの抽選の末に髙山俊の交渉権を外した東京ヤクルトスワローズに外れ1位で指名された。この後、東洋大は1部リーグ最下位の駒大との入れ替え戦に進出。横浜DeNAベイスターズから同年のドラフト1位で指名された今永昇太との投げ合いとなった初戦こそ敗れたが、2回戦は救援で4回2/3を投げて勝利投手となり、3戦目は再び今永との投げ合いとなったが完投勝利。3試合で計285球を投げ、東洋大の一部昇格に貢献した。その後の11月30日に入団交渉に臨み、契約金1億円、年俸1500万円で合意した（金額は推定）。背番号は16。
すでに同姓の原泉がいたため（2017年に泉が引退後は同姓選手はいない）、スコアボードの表示は金子千尋、髙橋光成、大野雄大同様、フルネームの「原樹理」と表示される。登録名は「原(樹)」。ユニフォームの背面ネームは「J.HARA」。

### ヤクルト時代
2016年は開幕を一軍で迎え、3月27日の読売ジャイアンツ戦で一軍初登板。6回1失点で勝敗はつかなかった。5月1日の巨人戦でプロ初勝利を挙げた。6月12日の千葉ロッテマリーンズ戦で7敗目を喫し、6月13日に二軍落ち。7月には右肩甲下筋の肉離れと診断された。9月1日のファームでの試合で、復帰登板を果たした。
2017年は、6月15日の対東北楽天ゴールデンイーグルス戦（神宮球場）において、9回121球4安打無四球2失点の好投でプロ初完投を達成した。また、この時の相手先発は則本昂大であり、この試合の前まで8試合連続での2桁奪三振を記録していたが、この試合でその連続記録はストップした。7月1日の対阪神タイガース戦（甲子園）では、大山悠輔にプロ入り初のヒットとなる先制3ランを被弾し、甲子園初黒星を喫した。シーズン通しては規定投球回に近いイニングを投げたものの、味方の援護がなく2桁敗戦を喫したが、1年間を通して中継ぎや先発としてフル回転した。
2018年は、6月28日の対中日ドラゴンズ戦（神宮）で、2点ビハインドの9回表一死から登板。2/3回を無失点に抑えると、その裏の攻撃で山田哲人が田島慎二からサヨナラ3点本塁打を打ったことによりシーズン初勝利を挙げた。8月からは主に井野卓とバッテリーを組み、16日の対巨人戦（神宮）で、無四球12奪三振の快投でプロ入り初完封勝利を挙げた。このシーズンは前半戦こそ不振で、KOされることが多く中継ぎも経験したものの、後半戦ではチームの勝ち頭となり、前年最下位だったヤクルトの2位躍進に貢献した。その要因として、前年まで監督を務めていた真中満は先発に再転向したことを挙げた。上記の通り井野とのバッテリーの相性が良く8試合で5勝1敗防御率1.81と好相性だった一方で、正捕手の中村悠平とは6試合0勝4敗防御率4.31、二軍での正捕手だった古賀優大とも3試合0勝2敗防御率6.32と未勝利だった。
2019年、4月9日の対広島東洋カープ戦でシーズン初勝利。開幕直後は好調だったもののその後は不振で打ち込まれる試合が続いた。6月2日の対横浜DeNAベイスターズ戦では中4日で先発し、7回途中1失点の好投でチームの連敗を16で止めたが、それ以降も調子は上がらず、6月19日にコンディション不良で登録抹消となった。
2020年、怪我の影響でキャリア史上最低の5試合の登板に終わった。二軍成績は、10試合に登板し防御率5.08と振るわなかった。
2021年、7月10日の対広島戦で同年初登板。4回に上本崇司に対して頭部死球を与え危険球退場処分となった。8月29日のDeNA戦で7回無失点でシーズン初勝利。シーズン計47イニングを投げて被本塁打0、防御率2.30と安定していた。巨人とのクライマックスシリーズは第3戦に先発したが右手に打球を受け、1回1/3で降板。オリックス・バファローズとの日本シリーズでは第5戦に先発し、5回2/3で2失点だった。
2022年は6月29日の広島戦で早くも自己最多に並ぶ6勝目を挙げる。その後約2か月間白星から遠ざかるなどシーズン中盤にやや苦しんだが、8月20日の中日戦で自己最多となる7勝目を記録。その後は早いイニングで降板を命じられる試合が続くなど3連敗を記録。レギュラーシーズン最終戦となった10月3日のDeNA戦では中継ぎで自己最多を更新する8勝目を挙げた。シーズン通算では防御率は4.85ながら8勝7敗でシーズンを終え、オフには1200万円増となる推定年俸3800万円でサインした。
2023年はプロ入り後初めて一軍での登板を果たせず、二軍でも2勝6敗、防御率5.16に終わった。シーズンオフには減額制限である25%減の推定年俸3000万円でサインした。
2024年、8月27日の巨人戦で約2年ぶりに一軍登板を果たした。シーズン通算ではリリーフとして7試合に投げ、防御率1.80を記録。11月11日に背番号が52に変更されることが発表され、11月29日に600万円減となる推定年俸2400万円で契約を更改した。

## 選手としての特徴
最速151km/hの速球（ストレート）と浮き上がる珍しい軌道のシュートやスライダーが武器。その他にもカットボールやフォークボールと多彩な変化球を操り、外角低めへの制球力もある。
2017年まではシュートに頼り過ぎて成績が上がらなかったが、2018年にはストレートの走りが良くなり、左打者の内角、右打者の外角へ投げ切れるようになった。
セ・パ交流戦を苦手とし、2017年6月15日の楽天戦以降勝利がない（2023年シーズン終了時点）。

## 人物
名前の由来は「理性が樹木のように茂るように」。父は声楽家で、2020年2月に86歳で死去した。
ヤクルト入団後は井野卓との相性が良く、頻繁にバッテリーを組んだ。井野が引退した翌2021年からは井野の登場曲「煌めく瞬間に捕われて」を自らの希望で受け継いだ。

## 詳細情報

### 年度別投手成績
| 年 度     | 球 団     | 登 板 | 先 発 | 完 投 | 完 封 | 無 四 球 | 勝 利 | 敗 戦 | セ 丨 ブ | ホ 丨 ル ド | 勝 率 | 打 者 | 投 球 回 | 被 安 打 | 被 本 塁 打 | 与 四 球 | 敬 遠 | 与 死 球 | 奪 三 振 | 暴 投 | ボ 丨 ク | 失 点 | 自 責 点 | 防 御 率 | W H I P |
| --------- | --------- | ----- | ----- | ----- | ----- | -------- | ----- | ----- | -------- | ----------- | ----- | ----- | -------- | -------- | ----------- | -------- | ----- | -------- | -------- | ----- | -------- | ----- | -------- | -------- | ------- |
| 2016      | ヤクルト  | 13    | 13    | 0     | 0     | 0        | 2     | 8     | 0        | 0           | .200  | 298   | 67.0     | 80       | 4           | 25       | 0     | 5        | 33       | 0     | 0        | 45    | 44       | 5.91     | 1.57    |
| 2017      | ヤクルト  | 26    | 19    | 1     | 0     | 1        | 3     | 11    | 0        | 0           | .214  | 554   | 131.1    | 133      | 19          | 34       | 1     | 6        | 115      | 2     | 0        | 66    | 56       | 3.84     | 1.27    |
| 2018      | ヤクルト  | 30    | 17    | 2     | 1     | 1        | 6     | 7     | 0        | 1           | .462  | 461   | 110.2    | 102      | 3           | 31       | 0     | 3        | 93       | 5     | 0        | 48    | 38       | 3.09     | 1.20    |
| 2019      | ヤクルト  | 12    | 12    | 1     | 0     | 0        | 3     | 7     | 0        | 0           | .300  | 322   | 74.0     | 85       | 10          | 19       | 1     | 5        | 57       | 5     | 0        | 44    | 40       | 4.86     | 1.41    |
| 2020      | ヤクルト  | 5     | 4     | 0     | 0     | 0        | 2     | 2     | 0        | 1           | .500  | 88    | 17.1     | 20       | 6           | 13       | 0     | 1        | 14       | 0     | 0        | 16    | 10       | 5.19     | 1.90    |
| 2021      | ヤクルト  | 9     | 8     | 0     | 0     | 0        | 3     | 1     | 0        | 0           | .750  | 198   | 47.0     | 45       | 0           | 12       | 2     | 4        | 25       | 1     | 0        | 14    | 12       | 2.30     | 1.21    |
| 2022      | ヤクルト  | 22    | 20    | 0     | 0     | 0        | 8     | 7     | 0        | 0           | .533  | 476   | 107.2    | 132      | 14          | 32       | 1     | 5        | 52       | 1     | 0        | 59    | 58       | 4.85     | 1.52    |
| 2024      | ヤクルト  | 7     | 0     | 0     | 0     | 0        | 0     | 0     | 0        | 0           | ----  | 39    | 10.0     | 6        | 1           | 3        | 1     | 0        | 2        | 0     | 0        | 2     | 2        | 1.80     | 0.90    |
| 通算：8年 | 通算：8年 | 124   | 93    | 4     | 1     | 2        | 27    | 43    | 0        | 2           | .386  | 2436  | 565.0    | 603      | 57          | 169      | 6     | 29       | 391      | 14    | 0        | 294   | 260      | 4.14     | 1.37    |

- 2024年度シーズン終了時

### 年度別守備成績
| 年 度 | 球 団    | 投手  | 投手  | 投手  | 投手  | 投手  | 投手     |
| 年 度 | 球 団    | 試 合 | 刺 殺 | 補 殺 | 失 策 | 併 殺 | 守 備 率 |
| ----- | -------- | ----- | ----- | ----- | ----- | ----- | -------- |
| 2016  | ヤクルト | 13    | 8     | 20    | 0     | 1     | 1.000    |
| 2017  | ヤクルト | 26    | 8     | 23    | 1     | 1     | .969     |
| 2018  | ヤクルト | 30    | 4     | 14    | 1     | 2     | .947     |
| 2019  | ヤクルト | 12    | 1     | 14    | 0     | 3     | 1.000    |
| 2020  | ヤクルト | 5     | 0     | 5     | 1     | 0     | .833     |
| 2021  | ヤクルト | 9     | 7     | 8     | 0     | 1     | 1.000    |
| 2022  | ヤクルト | 22    | 5     | 20    | 0     | 1     | 1.000    |
| 2024  | ヤクルト | 7     | 0     | 1     | 0     | 0     | 1.000    |
| 通算  | 通算     | 124   | 33    | 105   | 3     | 9     | .979     |

- 2024年度シーズン終了時

### 記録
初記録
投手記録
- 初登板・初先発登板：2016年3月27日、対読売ジャイアンツ3回戦（東京ドーム）、6回1失点で勝敗つかず
- 初奪三振：同上、1回裏に長野久義から空振り三振
- 初勝利・初先発勝利：2016年5月1日、対読売ジャイアンツ9回戦（明治神宮野球場）、6回2失点
- 初完投勝利：2017年6月15日、対東北楽天ゴールデンイーグルス3回戦（明治神宮野球場）、9回2失点[57]
- 初ホールド：2018年6月19日、対福岡ソフトバンクホークス3回戦（明治神宮野球場）、7回表に2番手で救援登板、2/3回無失点
- 初完封勝利：2018年8月16日、対読売ジャイアンツ20回戦（明治神宮野球場）、9回12奪三振

打撃記録
- 初安打・初打点：2016年5月1日、対読売ジャイアンツ9回戦（明治神宮野球場）、2回裏に高木勇人から左越2点適時二塁打

### 背番号
- 16（2016年[14] - 2024年）
- 52（2025年[47] - ）